# Erich Weber (Kirchenmusiker)
Erich Franz Josef Weber (* 27. Juli 1937 in Colonia Sudetia, Departamento Guairá, Paraguay) ist ein deutscher Kirchenmusiker, Komponist und ehemaliger Diözesanmusikdirektor des Bistums Regensburg.

## Leben
Erich Weber wurde, zusammen mit seiner Zwillingsschwester Erika Emma Katharina, am 27. Juli 1937 als Sohn deutschsprachiger Auswanderer aus dem Böhmerwald in Paraguay geboren. Im Frühjahr 1939 kehrte die Familie nach Böhmen zurück. Bei Kriegsende 1945 wurden Erich, seine beiden Schwestern, seine Mutter Katharina und deren Schwester aus der Tschechoslowakei vertrieben und kamen zunächst nach Reckendorf in Oberfranken. Der Vater Josef befand sich zu diesem Zeitpunkt in britischer Kriegsgefangenschaft. 1946 gelang es Katharina, ihren Ehemann wiederzufinden, der inzwischen Arbeit bei der Bayerischen Braunkohlen-Industrie gefunden hatte, und zog mit den Kindern zu ihm nach Wackersdorf in der Oberpfalz.
Nachdem Erich in Wackersdorf weiter die Volksschule besucht hatte, trat er am 31. August 1950 in das Bischöfliche Knabenseminar Obermünster in Regensburg ein und besuchte fortan das dortige Alte Gymnasium. Nachdem er sich jedoch dagegen entschieden hatte, Priester zu werden, musste er im Juli 1954 das Seminar verlassen. Im Oktober 1955 nahm er ein Studium an der Kirchenmusikschule Regensburg auf. Noch während seines Studiums betätigte er sich aushilfsweise als Kirchenmusiker in Schlammersdorf in der nördlichen Oberpfalz. Danach war er 1958/59 zunächst Organist in Cham und, nach der Ableistung seines Grundwehrdienstes, ab 1. November Chorregent in Schwarzenfeld. Von 1966 bis 1970 war er außerdem am Gymnasium in Nabburg als Musiklehrer tätig.
Am 5. August 1964 heiratete Erich Weber in Regensburg die Volksschullehrerin Irmgard Praun aus Schwarzenfeld. Aus der Ehe gingen drei Kinder hervor: Tobias (* 1967), Camilla (* 1970) und Fabian (* 1977).
Am 1. Januar 1970 wechselte Weber an die Stadtpfarrkirche St. Cäcilia in Regensburg, wo er bis 2013 als Kirchenmusiker tätig war.
Am 17. Mai 1969 wurde er zum Präses des Diözesanverbandes des Allgemeinen Cäcilien-Verbandes für Deutschland ernannt. Dieses Amt übte er bis 2019 aus, also 50 Jahre lang.
Von 1991 bis 2001 war Weber außerdem Diözesanmusikdirektor des Bistums Regensburg.

## Werke (Auswahl)

### Schriften
- (als Hrsg.): Im Gedenken bleibt der Gerechte. Texte von und über Fritz Goller (1914–1986) (= Schriftenreihe des Allgemeinen Cäcilien-Verbandes für Deutschland, Bd. 21). Tobias Weber Musik & Buch, Hofkirchen 2014, ISBN 978-3-9811745-2-6.
- 150 Jahre Allgemeiner Cäcilien-Verband und Diözesanverband Regensburg 1868–2018. Schnell & Steiner, Regensburg 2018, ISBN 978-3-7954-3388-8.

Darüber hinaus verfasste Weber über 130 Artikel für die Zeitschrift Musica sacra.

### Kompositionen
Soweit nicht anders angegeben, wurden alle Kompositionen im Verlag Feuchtinger & Gleichauf in Regensburg veröffentlicht.

#### Chorsätze zum Gotteslob
(alle Liednummern beziehen sich auf das Gotteslob von 1975)
- Psalm 130: Aus tiefer Not (GL 82) (1978)
- Psalm 103: Der gütige und verzeihende Gott (GL 83) (1978)
- Lobgesang des Simeon (GL 90) (1978)
- Maria Königin (GL 572) (1978)
- Maria aufgenommen ist (GL 587) (1978)
- Liebster Jesu (GL 520) (1978)
- Alle Tage sing und sage Lob der Himmelskönigin (GL 589) / Maria Königin (1978)
- Hosanna dem Sohne Davids (GL 196) (1981)
- Psalm 46: Gott, unsre Burg (GL 650) (1987)
- Psalm 84: Freude am Heiligtum (GL 649) (1987)
- Ach wie flüchtig (GL 657) / Wenn mein Stündlein (GL 658) (1987)
- Halleluja: gregorianischer Choral (GL 531, 5) (1992)

#### Messen
- Messe zu Ehren des seligen Friedrich von Regensburg (1978)
- Messe für Verstorbene: Deutsche Propriumsgesänge  (1979)
- Deutsche Messe für 3 gleiche oder 3 gem. Stimmen a capella (1981)
- Deutsche Messe für 4 gem. Stimmen u. Gemeinde (1982)

#### Sonstiges
- Lobgesang Mariens (1979)
- Maria, Himmelskönigin für 4stg. Männerchor (1996)
- Halleluja-Vers der Fronleichnams-Messe (1996)
- Gegrüßet seist du, Maria für 3 gleiche Stimmen (1996)
- Weihnachtsnachtigall für 3 gleiche Stimmen (1997)
- Halleluja-Rufe zum Kirchenjahr (2003)
- Franz Xaver Witt: Angelis suis (Psalm 91, 11+12), Graduale vom 1. Fastensonntag (1984) (Hrsg.)

## Ehrungen
- 2010: Ambrosius-Medaille des ACV[5]
- 2020: Orlando-di-Lasso-Medaille[3]
- 2020: St.-Wolfgangs-Verdienstmedaille der Diözese Regensburg[3]